# 날 녹여주오
《날 녹여주오》는 2019년 9월 28일부터 2019년 11월 17일까지 tvN에서 방영된 tvN 토일 드라마이다.

## 줄거리
24시간 냉동 인간 프로젝트에 참여한 남녀가 미스터리한 음모로 인해 20년만에 깨어난 뒤, 생존하기 위해선 평균 체온 31.5 °C를 유지해야 한다는 부작용과 가슴이 뜨거워지는 설렘 사이에서 아슬아슬한 줄타기를 하게 되는 발칙한 인간 해동 로맨스.

## 등장 인물

### 주요 인물
- 지창욱 : 마동찬(냉동 전 나이 32세, 해동 후 나이 52세) 역 - 스타 예능 PD, 냉동미남. 미란의 연인. 하영의 옛연인, 미란과 키스한 사이
- 원진아 : 고미란(냉동 전 나이 24세, 해동 후 나이 44세) 역 - 취준생, 냉동미녀. 동찬의 연인, 동찬과 키스한 사이
- 채서진&윤세아 : 나하영(26/46세) 역 - 동찬의 옛연인, 아나운서 / 보도국장

### 동찬네
- 윤석화 : 김원조(55세 / 75세) 역 - 동찬의 어머니
- 김원해 : 마필구(59세 / 79세) 역 - 동찬의 아버지 (특별출연)
- 강기둥&김원해 : 마동식(29세 / 49세) 역 - 동찬의 동생
- 한다솔&전수경 : 마동주(30세 / 50세) 역 - 동찬의 동생
- 이도겸&이도엽 : 백영탁 (35세 / 55세) 역 - 동주의 전남편, 형사
- 오아린 : 마서윤 (8세) 역 - 동찬의 조카, 동식과 혜진의 딸.
- 이주영 : 이혜진 역 - 동식의 아내, 서윤의 어머니. 동찬의 제수씨

### 미란네
- 길해연 : 유향자(46세 / 66세) 역 - 미란의 어머니
- 박충선 : 고유한(45세 / 65세) 역 - 미란의 아버지
- 박민수 → 윤나무 : 고남태(12세 / 32세) 역 - 미란의 동생, 지적 발달 장애

### 방송국 사람들
- 이홍기 → 임원희 : 손현기(28세/48세) 역 - 예능국 동찬의 후배, 조연출 → TBO 예능국장. 경자의 연인.
- 정해균 : 김홍석(41세 / 61세) 역 - 예능국장 → 사장

### 캠퍼스 사람들
- 차선우 → 심형탁 : 황병심 → 황동혁(24세 / 44세) 역 - 대학생, 미란의 옛연인. 영선의 전남편, 지훈의 아버지. 심리학 전공 교수.
- 송지은 → 서정연 : 오영선(24세 / 44세) 역 - 대학생, 미란의 친구. 동혁의 전처, 지훈의 어머니.
- 오하늬 → 박희진 : 박경자(24세 / 44세) 역 - 대학생, 미란의 친구. 인플루언서. 유자의 동생. 현기의 연인.
- 최보민 : 황지훈(20세) 역 - 미란의 대학 후배, 영준의 친구. 동혁과 영선의 아들. 방송국 인턴.
- 강유석 : 백영준(20세) 역 - 대학생, 지훈의 친구. 미란과 같은 수업 듣는 체대생.
- 이봉련 : 박유자 역 - 경자의 언니, 점쟁이.

### 냉동실험 관련 사람들
- 서현철 : 황갑수(48세 / 68세) 역 - 생체 동결 연구소 박사
- 김욱 → 이무생 : 조기범(25세 / 45세) 역 - 연구소 조수, 생체 연구 박사.

### 그 외 인물
- 김법래 : 이석두 / 이형두 역 - 의문의 린치를 당해 얼음 캡슐에 잠들어 있는 남자, 운성그룹 회장. 형두의 쌍둥이 형. 정우의 아버지. 죽은 효우의 남편. / 석두의 쌍둥이 동생. 운성그룹 가짜 회장. 정우의 작은아버지.
- 김종구 : 국회의원 역
- 최리 : 병심과 수상 자전거를 탄 여성 역
- 윤차영
- 김민철
- 홍서백 : 이 PD 역
- 서상원 : 닥터 윤 역
- 다이아
- 느와르
- 조희
- 윤환
- 윤주만 : 테리 킴 역 - 킬러, 살인병기
- 로빈 데이아나 : 니콜라이 역 - 러시아 마피아 멤버 출신.
- 최나무 : 박한별 역 - 경찰서 여자 순경
- 강성숙
- 금보 : 김정은 역
- 염정국
- 김진구
- 권혁수
- 김규섭
- 이타
- 김주영
- 이규섭
- 김재철
- 윤종인
- 이승준
- 정명준 : 유우전 역 - 생명공학 박사.
- 박준서
- 이성빈
- 유승일
- 이동현
- 장호준
- 정수범
- 병헌 → 최대성 : 김진 역 - 동찬과 현기의 후배, 방송국 카메라맨.
- 이하영
- 최소현 : 간호사 역
- 신보경 : 김아름 역
- 남민우 : 김지오 역

### 특별출연
- 토니안 : 토니안 역 - HOT 멤버
- 양현민 : 동찬과 미란을 납치한 납치범 역
- 염동헌 : 서윤석 역 - 교수, 마동찬 동기, 서말코
- 라미란 : 강옥봉 역 - 철학박사
- 김수로 : 유지민 역 - 인문학자, 작가
- 정성호 : 앵커 역
- 한기웅 : 이정우 역 - 석두와 죽은 효우의 아들, 미국 유학생. 형두의 조카.
- 진영 : 차우진 역

## 촬영지
- 정동극장
- 삼척장미공원
- 더리버
- 약천사
- 삼성화재 글로벌캠퍼스
- 계명대학교 성서캠퍼스
- 계명대학교 대명캠퍼스
- 계명대학교 동산병원
- 라플란드

## 시청률
최저 시청률과 최고 시청률은 시청률 조사회사와 지역별로 시청률에 차이가 있을 수 있습니다.
| 2019년 | 2019년    | 2019년                                               | 2019년         | 2019년       | 2019년         |
| 회차   | 방송일    | 부제                                                 | AGB 시청률     | AGB 시청률   | TNmS 시청률    |
| 회차   | 방송일    | 부제                                                 | 대한민국(전국) | 수도권(서울) | 대한민국(전국) |
| ------ | --------- | ---------------------------------------------------- | -------------- | ------------ | -------------- |
| 제1화  | 9월 28일  | 냉동인간의 탄생 (The Origin of Cryogenics)           | 2.486%         | 2.606%       | 3.3%           |
| 제2화  | 9월 29일  | 부활 (Resurrection)                                  | 3.177%         | 2.858%       | 3.0%           |
| 제3화  | 10월 5일  | 우리가 잃어버린 시간들 (The days We Lost)            | 3.163%         | 3.278%       | %              |
| 제4화  | 10월 6일  | 차가운 것이 좋아! (Some Like It Cold)                | 3.201%         | 3.250%       | 3.7%           |
| 제5화  | 10월 12일 | 31.5도의 운명 (The destiny of 31.5 degree)           | 2.063%         | 2.126%       | %              |
| 제6화  | 10월 13일 | 캡틴 코리아 (CAPTAIN KOREA)                          | 2.481%         | 2.777%       | %              |
| 제7화  | 10월 19일 | 사랑에 대한 모든 것 (All about love)                 | 1.843%         | 2.101%       | %              |
| 제8화  | 10월 20일 | 썸 그리고 쌈                                         | 2.419%         | 2.511%       | %              |
| 제9화  | 10월 26일 | 냉동과 열정사이                                      | 1.160%         | %            | %              |
| 제10화 | 10월 27일 | 난 후회하지 않아                                     | 2.074%         | 1.983%       | %              |
| 제11화 | 11월 2일  | 가족의 증명 (Family, After All)                      | 1.461%         | %            | %              |
| 제12화 | 11월 3일  | 죽거나 혹은 미치거나 (To die or to be mad)           | 1.622%         | %            | %              |
| 제13화 | 11월 9일  | 너무 늦어버린 진실 (The Truth Too Late...)           | 1.774%         | 1.491%       | %              |
| 제14화 | 11월 10일 | 얼고 싶은 사람들 (The PeoPle Who want to get frozen) | 1.765%         | 1.271%       | %              |
| 제15화 | 11월 16일 | 뜨거운 남자 VS 차가운 여자 (Hot guy & cold girl)     | 1.432%         | %            | %              |
| 제16화 | 11월 17일 | 날 녹여주오 ( Melting Me Softly )                    | 2.282%         | %            | %              |

## 참고 사항
- 이 화면은 레터박스로 구성되었다.

## 같이 보기
- 대한민국의 텔레비전 드라마 목록 (ㄴ)
- 2019년 대한민국의 텔레비전 드라마 목록